# Geschiedenis van de aardrijkskunde

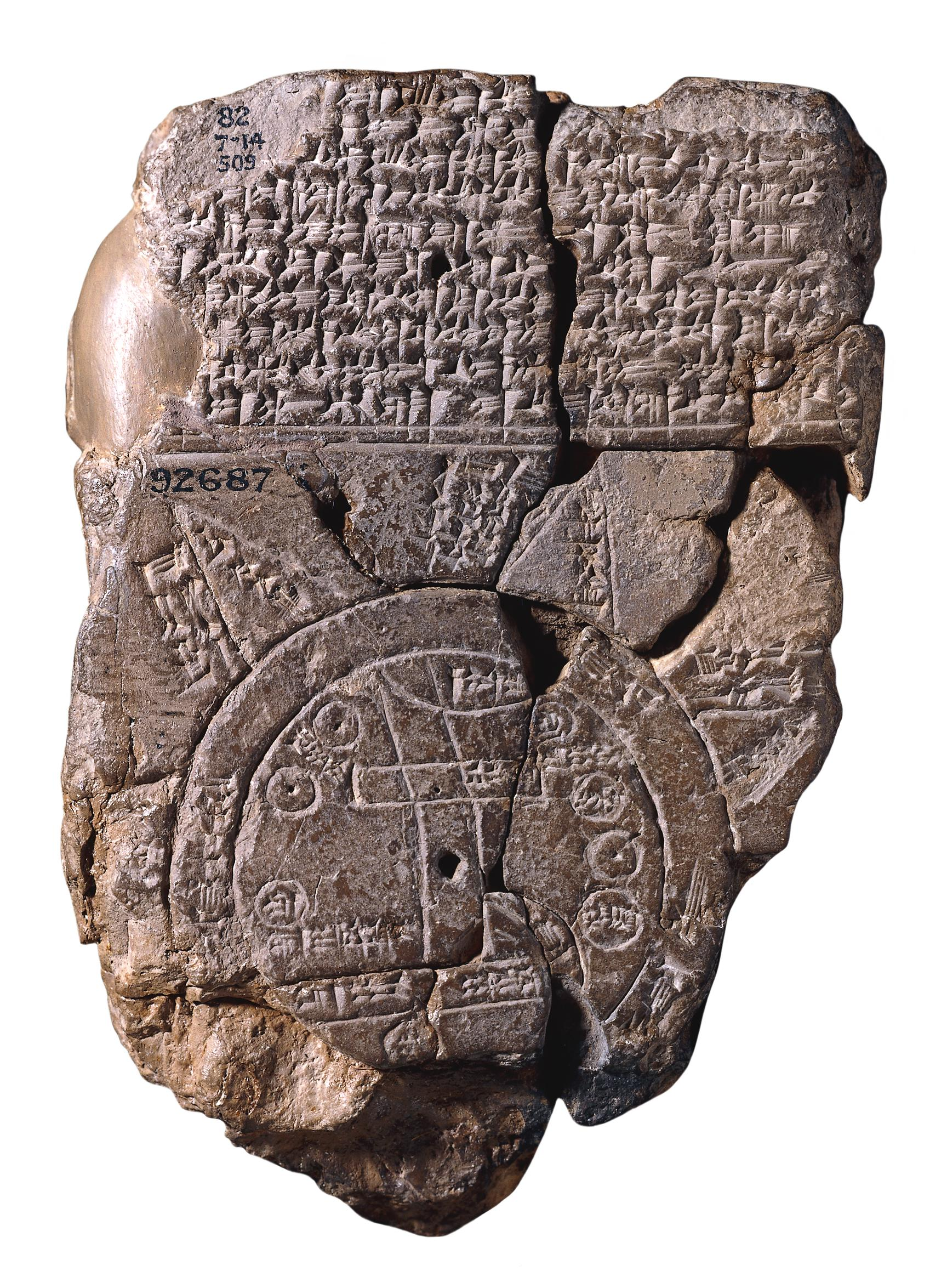
Babylonische wereldkaart uit 500 v.Chr.

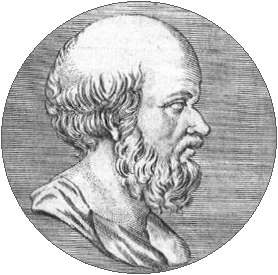
Eratosthenes (ca. 275 - 194 v.Chr.), voerde de term "geografíe" in en mat de omtrek van de aarde.

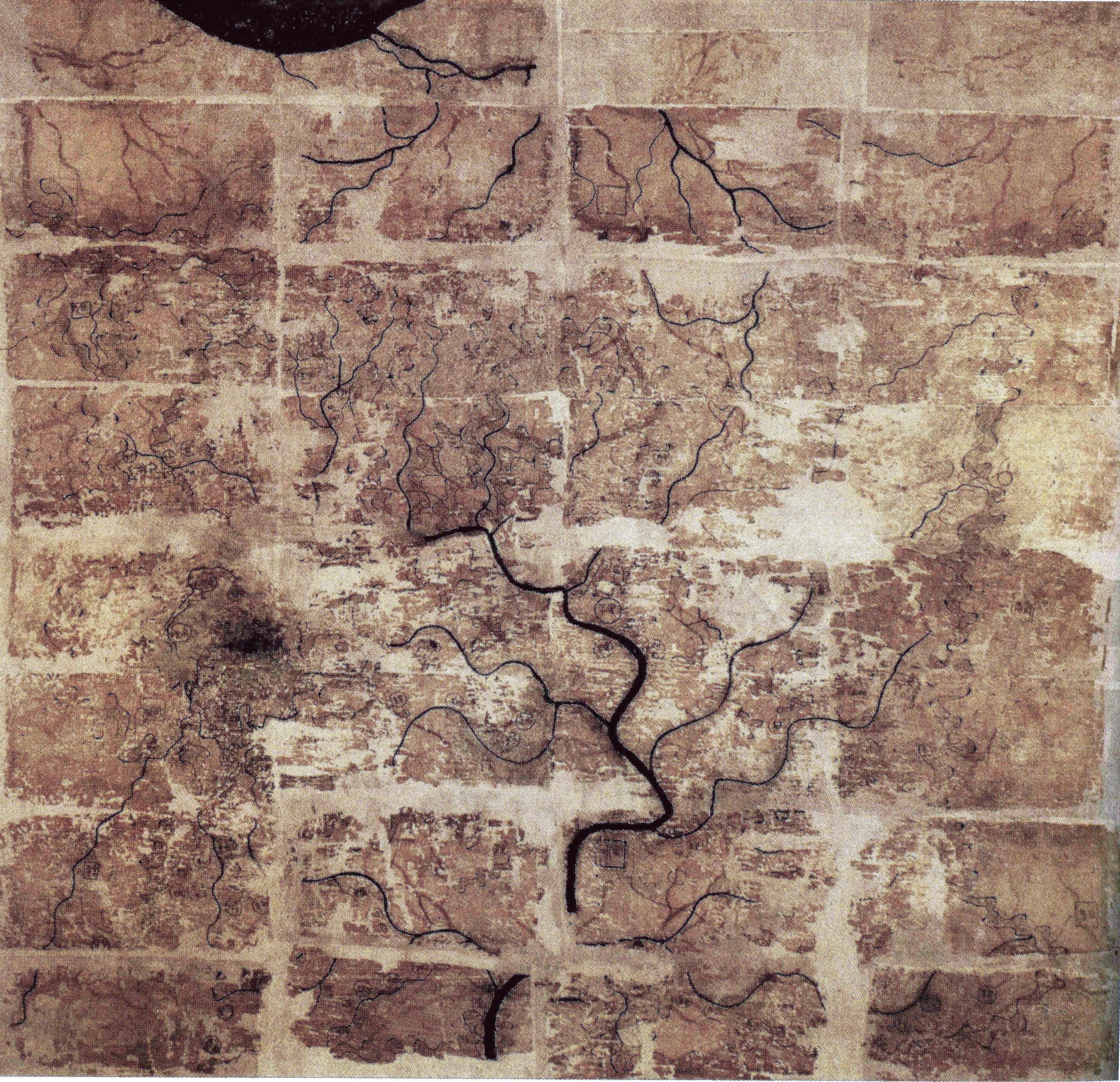
Een zijden kaart van de Han Dynastie (202 v.Chr. - 9 n.Chr.) gevonden in tombe 3 van Mawangdui. De koninkrijken Changsha en Nanyue in zuidelijk China staan afgebeeld. Het zuiden is boven.

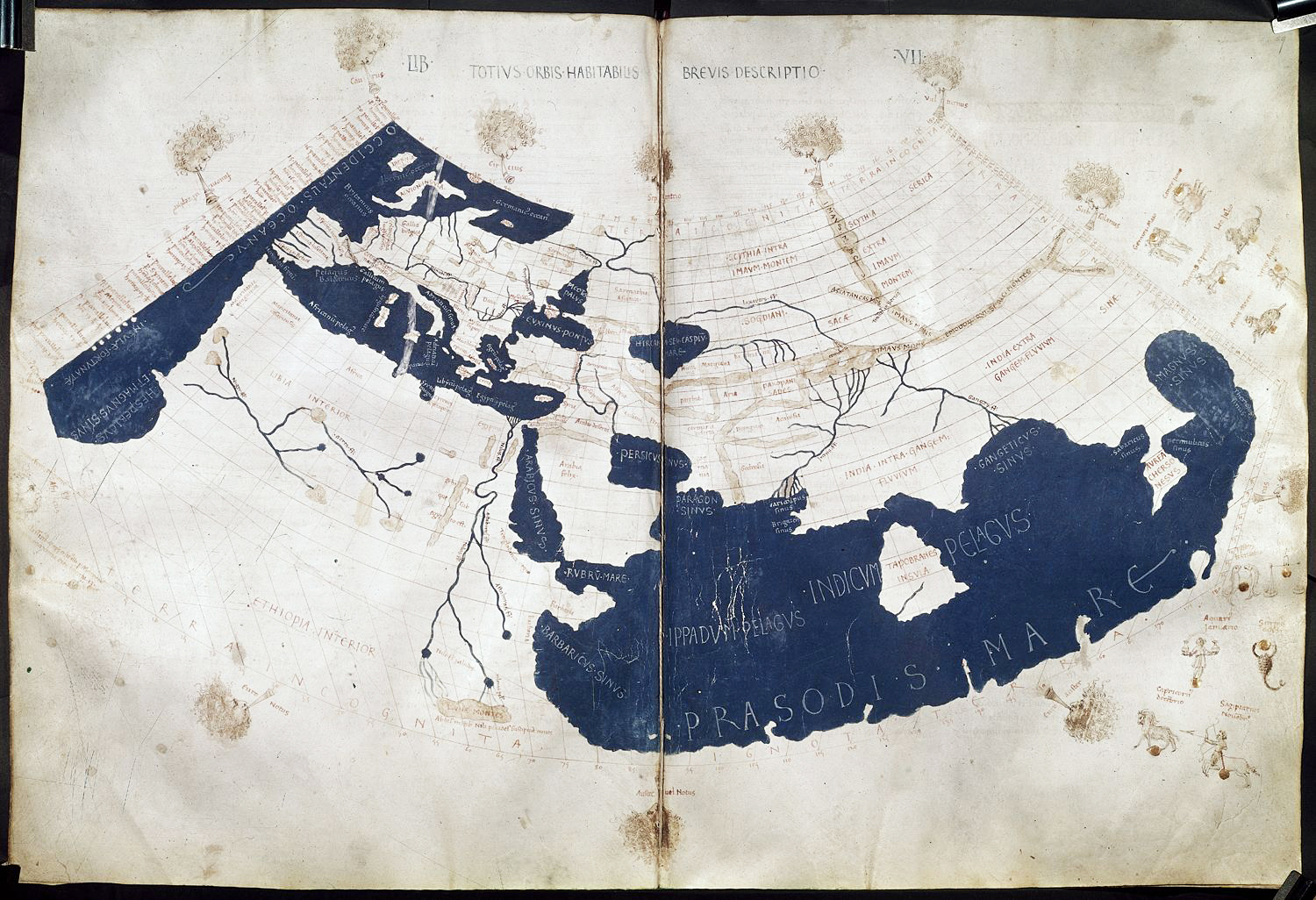
Een kopie uit de 15e eeuw van de wereldkaart van Claudius Ptolemaeus uit diens Geographia van rond 150

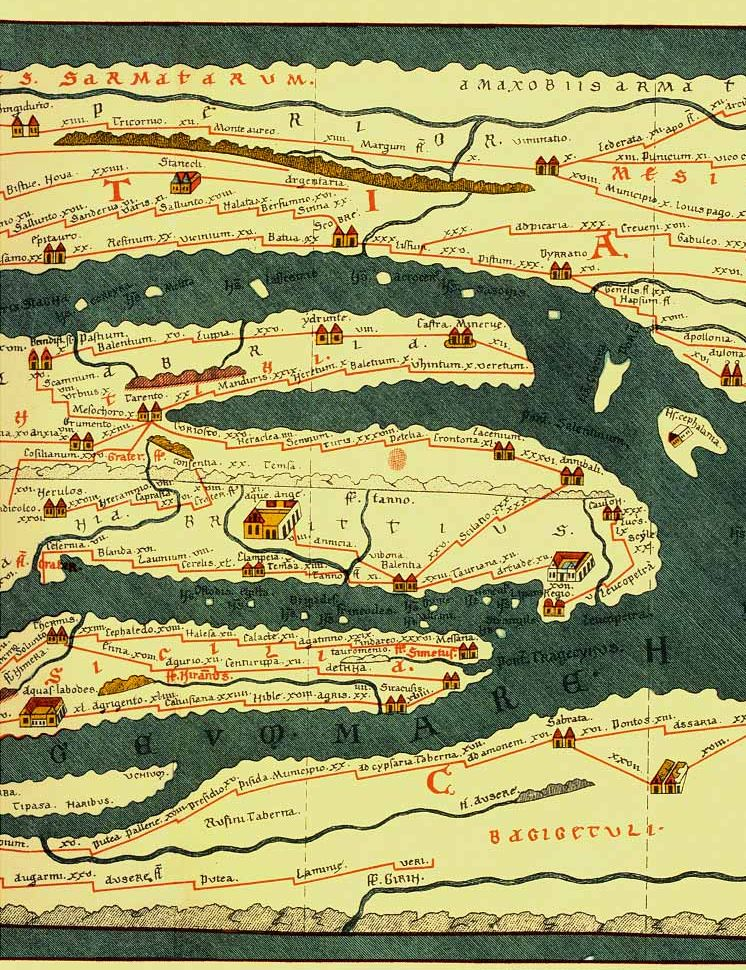
Fragment van de Tabula Peutingeriana met de heirbanen

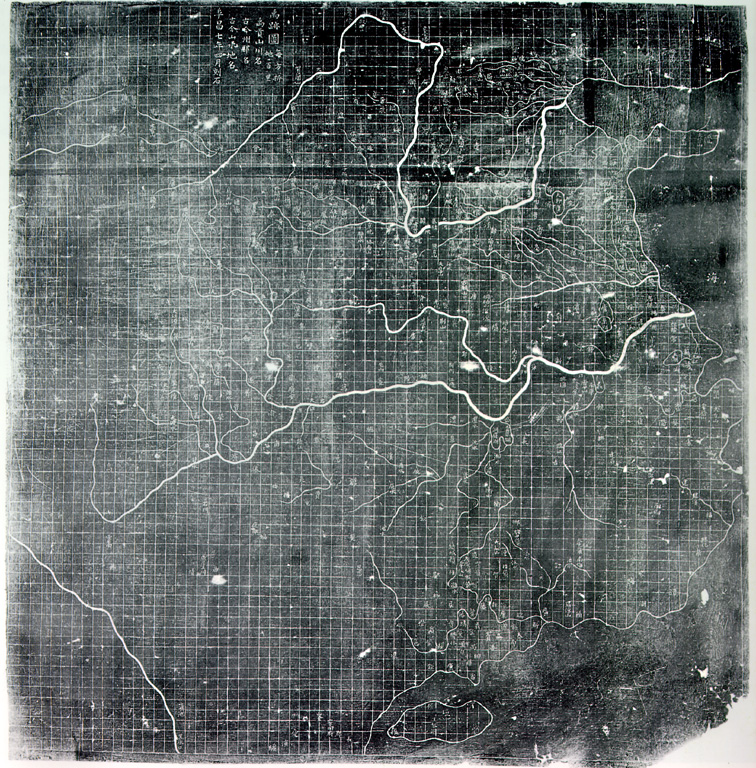
De Yu Ji Tu, gegrift in steen in 1137 en bewaard in het museum stele woud van Xi'an. De vierkante kaart van 1 m heeft een schaal van 100 li per vierkantje. De rivieren en de kustlijn zijn precies weergegeven.

De Tabula Rogeriana door Al-Idrisi in 1154 getekend voor Rogier II van Sicilië met noord onderaan

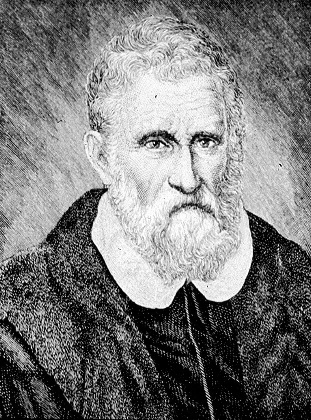
Marco Polo (1254–1324) reisde over land naar China

Universalis Cosmographia, de wandkaart van Martin Waldseemüller uit 1507 toont niet enkel Europa, Afrika en Azië, maar voor het eerst Amerika en de Stille Oceaan.

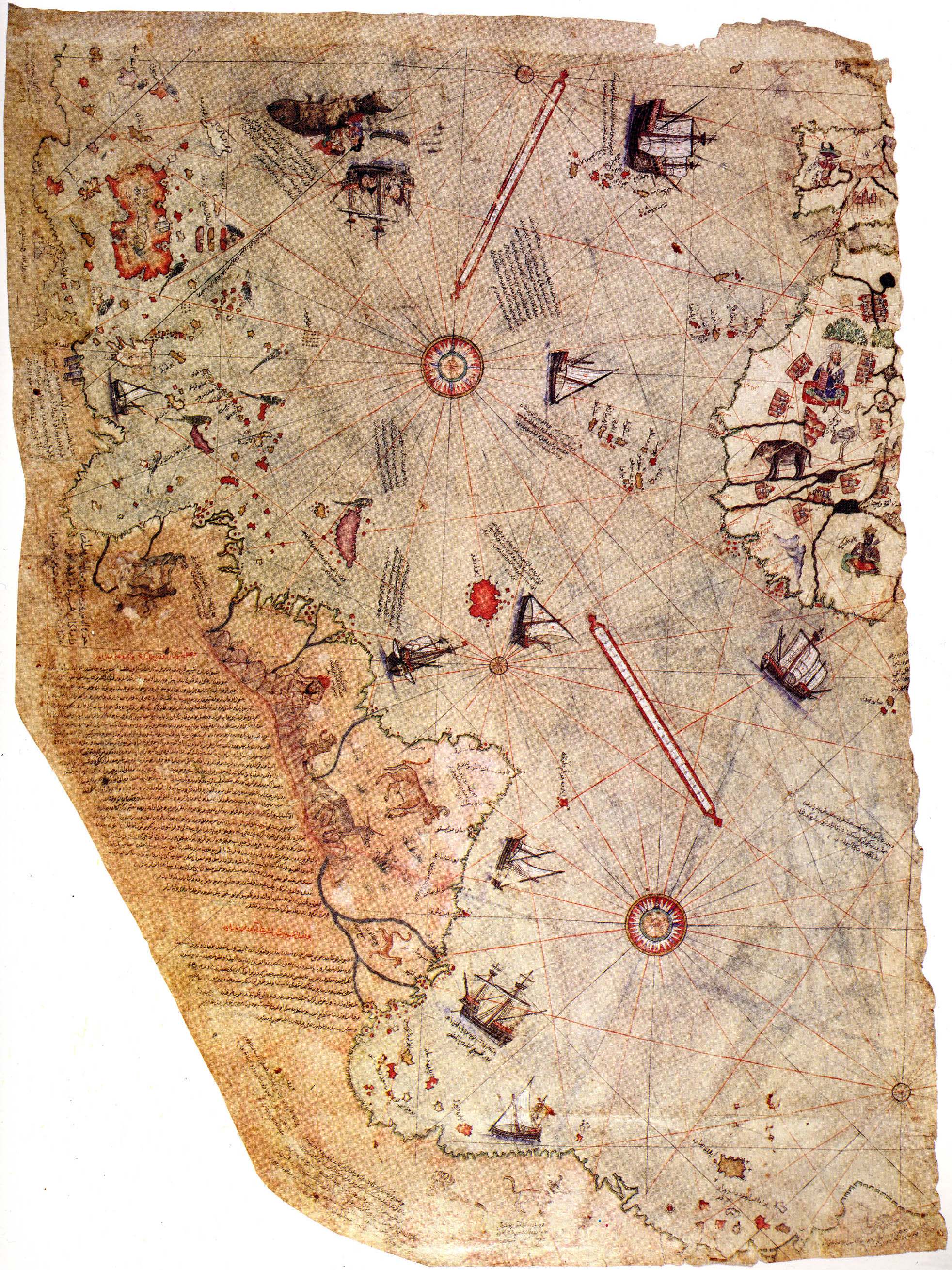
De Piri Reis-kaart uit 1513 is de oudste nog bestaande kaart die Amerika toont.

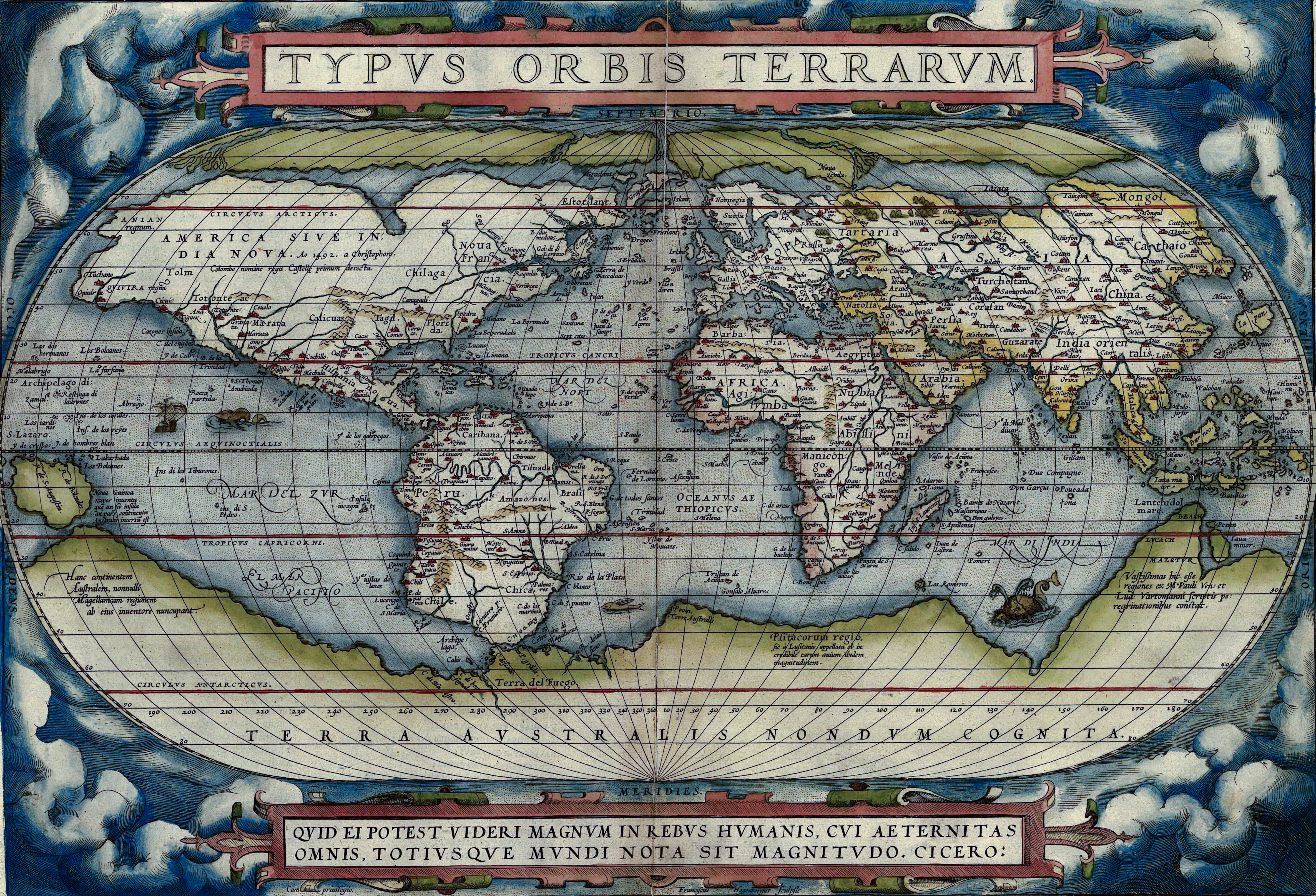
Wereldkaart van Ortelius uit 1570

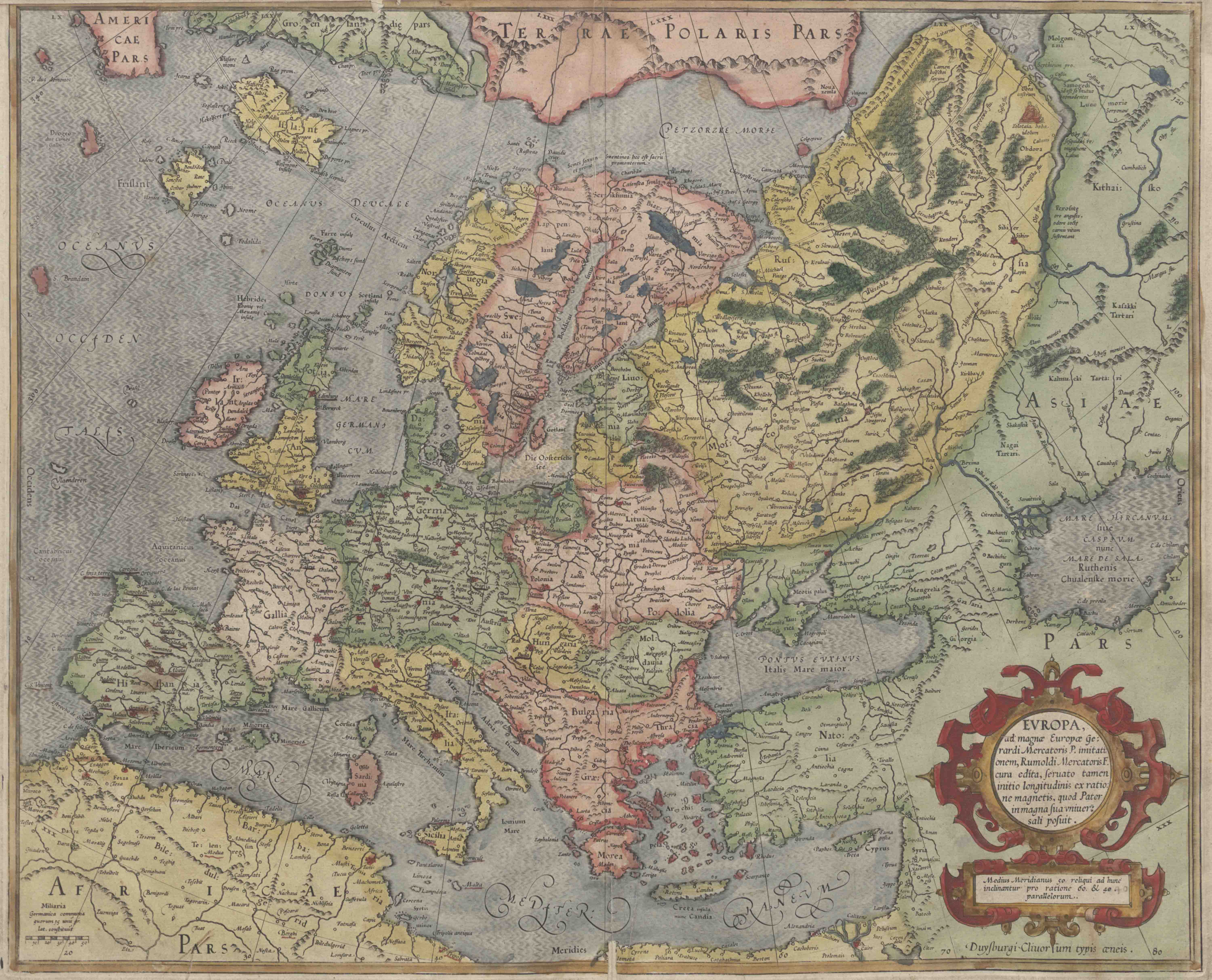
Kaart van Europa uit 1589 door Gerardus Mercator met de mercatorprojectie

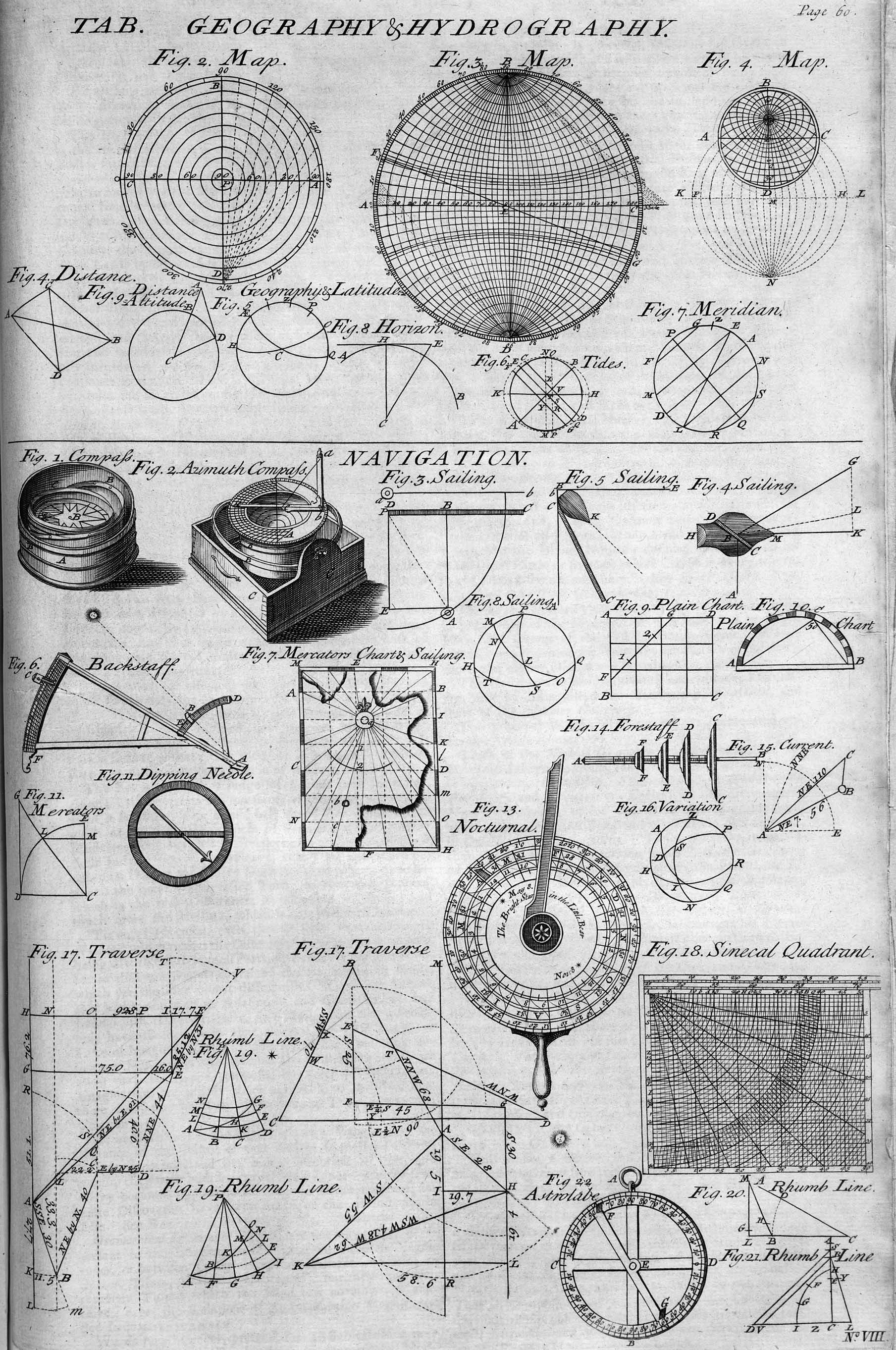
Tabel van geografie, hydrografie en navigatie, uit Chambers' Cyclopaedia (1728)

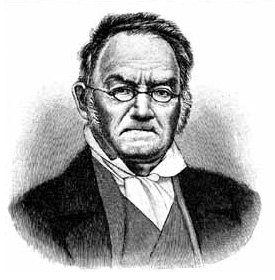
Carl Ritter (1779–1859), professor aardrijkskunde aan de universiteit van Berlijn die Erdkunde schreef

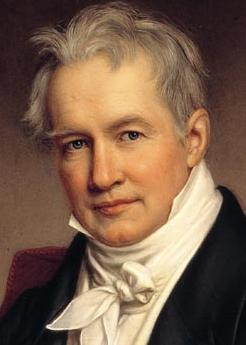
Alexander von Humboldt (1769–1859) bestudeerde Zuid-Amerika en schreef Kosmos

De geschiedenis van de aardrijkskunde begint in de oudheid met kaarten met legende uit Babylon, hoewel de mensen in de prehistorie de hemel en de aarde al afgebeeld hadden. De Grieken maten de omtrek van de aarde en de Romeinen legden heirbanen aan. In de middeleeuwen brachten vooral de Perziërs en de Chinezen de aardrijkskunde vooruit met hun kaartprojecties. Met de ontdekkingsreizen in de nieuwe tijd werden de werelddelen Amerika en Australië van de Nieuwe Wereld ontdekt, maar pas in de nieuwste tijd werd Antarctica ontdekt. In de moderne tijd breidde de kennis enorm uit en werd ze voor iedereen digitaal toegankelijk.

## Prehistorie
In de prehistorie hebben verschillende culturen, nog voordat ze het schrift kenden en onafhankelijk van elkaar de hemel en de aarde afgebeeld. Merkwaardig genoeg bestaan er oudere afbeeldingen van de hemel dan van de aarde. Aardrijkskunde en astronomie waren dus toen al verbonden.

### Frankrijk
Een grotschildering in de Grotten van Lascaux dateert van 16500 v.Chr. en toont de heldere sterren Wega, Deneb en Altair van de zomerdriehoek samen met het Zevengesternte.

### Spanje
Een grotschildering in de Cuevas del monte Castillo stamt uit 12000 v.Chr. en toont het sterrenbeeld Corona Borealis.
Een kaart uit de steentijd uit het laat magdalénien ca. 14000 v.Chr. gebeiteld in zandsteen werd gevonden in de grot Abauntz in Navarra, Spanje en toont bergen en rivieren.

### Tsjechië
Bij Pavlov is een afbeelding uit 25000 v.Chr. gevonden die een berg, een rivier, valleien en wegen voorstelt.

### Oekraïne
In 1966 is te Mezhyrich, Oekraïne een kaart gevonden uit 11000 v.Chr., die een rivier met zijn oevers toont en gegraveerd is in de slagtand van een mammoet.
Een kaart gegraveerd in een zilveren vaas gevonden in Majkop, Oekraïne is 5000 jaar oud en toont twee rivieren, een bergketen, een meer en wilde dieren.

### Turkije
Een neolithische rotstekening gevonden in Çatalhöyük toont een dorp met de uitbarsting van de vulkaan Hasan Dağ.

## Oudheid
In de oudheid hebben verschillende culturen kennis over de oude wereld op schrift aan elkaar overgedragen. Aardrijkskunde was toen verweven met wiskunde en astronomie.

### Babylon
Imago Mundi is de oudst bekende wereldkaart door de Babyloniërs gemaakt in de 9e eeuw v.Chr.
De hiernaast afgebeelde Babylonische wereldkaart is een schematische kaart van de wereld rondom Babylon, gekerfd in een inmiddels beschadigd kleitablet uit de 5e eeuw v.Chr. en met aanduidingen in spijkerschrift. Uit de periode van de Kassieten is een kaart van Nippur bekend.
In 2400 v.Chr. gaven topografische kaarten de eigendomsgrenzen aan en ze dienden om de grondbelasting te berekenen.
Seleucus van Seleucia verklaarde in de 4e eeuw v.Chr. de getijden.

### Egypte
De Egyptenaren moesten na elke overstroming van de Nijl opnieuw het grondbezit afpalen. Een papyrus uit 1300 v.Chr., bewaard te Turijn, toont een kaart van de grondpercelen.

### Grieken
De Grieken zagen de dichter Homerus als de grondlegger van de geografie. De Ilias en de Odyssee zijn literatuur, maar bevatten allebei geografische informatie. Homerus beschrijft een ronde wereld, omringd door één grote oceaan. Deze werken tonen, dat de Grieken in de 8e eeuw v.Chr. al veel wisten over de oostelijke Middellandse Zee.
Thales van Milete (624 - 545 v.Chr.) filosofeerde over de vorm van de aarde. Hij stelde voor, dat de wereld was gebaseerd op water en dat alles hieruit groeide. Hij beschreef ook astronomische en wiskundige regels om geografie wetenschappelijk te bestuderen, voorspelde de zonsverduistering van 585 v.Chr. en beëindigde daarmee de Slag bij de Halys en mat de hoogte van de Egyptische piramiden door hun schaduwen.
Zijn opvolger Anaximander tekende een kaart van de bekende wereld en voerde de gnomon van Babylonië in Griekenland in.
Hekataios van Milete vermeed de wiskundige berekeningen van Thales en Anaximander, maar leerde over de wereld door oudere informatie te verzamelen en te praten met de zeelieden die de drukke haven van Milete aandeden. Uit deze verhalen schreef hij een gedetailleerd verslag, van wat er over de wereld bekend was.
Een gelijksoortig werk zijn de Historiën van Herodotus (485 v.Chr. - ca. 422 v.Chr.).
Hoewel het vooral een geschiedkundig werk is, bevat het veel geografische informatie over de toen bekende wereld. Het beschrijft Egypte, Perzië en Klein-Azië in detail. Herodotus bestudeerde, hoe grote rivieren zoals de Nijl rivierdelta's vormen. De Grieken verdeelden de wereld in drie continenten: Europa, Azië en Libië (Afrika). De Hellespont vormde de grens tussen Europa en Azië. De Nijl gold algemeen als grens tussen Azië en Libië, maar Herodotus verkoos de Rode Zee als grens, omdat hij de mensen aan beide Nijloevers gelijkend vond.
Pythagoras (ca. 572 v.Chr. – ca. 500 v.Chr.) stelde een bolvormige aarde voor.
Hanno de Zeevaarder was in de 5e eeuw v.Chr. naar het zuiden gevaren tot Sierra Leone en beschreef de uitbarsting van de vulkaan Mount Cameroon. Het kan zijn, dat andere Feniciërs zelfs rond Afrika gevaren zijn in 600 v.Chr.
Pytheas vertrok in de 4e eeuw v.Chr. vanuit de Griekse kolonie Massilia en zeilde als eerste rondom Groot-Brittannië, dat hij Bretannikē noemde, en beschreef in zijn verloren gegaan maar bvb. door Geminus van Rodos geciteerd werk Περί του ωκεανού (Omtrent de oceaan) in detail getijden, drijfijs, het poollicht en de middernachtzon met precieze vermelding van breedte en lengte.
Alexander de Grote (356 – 323 v.Chr.) voerde met zijn leger geografen mee om de veroverde gebieden in kaart te brengen.
Eratosthenes (ca. 275 – 194 v.Chr.) berekende als eerste de omtrek van de aarde door tegelijk in Alexandrië en in Syene de schaduw van een stok te meten en door de tijd te meten die een karavaan dromedarissen over de afstand deed.
Krates van Mallos postuleerde in de 2e eeuw v.Chr. uit symmetrieredenen een vierde continent Terra Australis, zodat in het noordelijk en het zuidelijk halfrond elk twee continenten zouden liggen. Volgens Strabo zou hij ook al een globe gemaakt hebben.
Posidonius (135–51 v.Chr.) mat opnieuw de omtrek van de aarde en kwam op een kleinere waarde dan Eratosthenes.

### Romeinen
Strabo (64 v.Chr. – 24 n.Chr.) vatte in zijn Geographika de aardrijkskundige kennis tot dan toe samen in 17 boekdelen.
Julius Caesar gaf in zijn relaas van de Gallische Oorlog (58–51 v.Chr.) en de Romeinse invasie van Brittannië (55 - 54 v.Chr.) beschrijvingen van Gallië, Germanië en Brittania.
Ook de expedities van Augustus (63 v.Chr. – 14 n.Chr.) naar Arabia Felix (26 v.Chr.) en het Koninkrijk Aksum leverden aardrijkskundige kennis.
Plinius de Oudere (23–79) schreef in zijn Historia Naturalis ook over aardrijkskunde.
Claudius Ptolemaeus (90–168) beschreef in zijn Geographia vele plaatsen, volkeren en steden. De Britse eilanden waren al verkend en de zijderoute was in gebruik. Zijn kaart gaf lengte en breedte aan.
Ambrosius Theodosius Macrobius (ca. 395–436) maakte een kaart die de wereld verdeelde in koude, gematigde en warme zones.
De Romeinen legden 75.000 km heirbanen aan. Ze gebruikten daartoe driehoeksmeting. De cursus publicus had voltijdse grommatici in dienst om de kortst mogelijke route te bepalen. Zij gebruikten zonnewijzers en theodolieten om volmaakt rechte trajecten uit te zetten tot 50 km.
Rond 400 werd de Tabula Peutingeriana gemaakt, die de Romeinse heirbanen afbeeldde met het Romeinse Rijk van Brittannië tot het Midden-Oosten en Afrika, maar ook Indië, Sri Lanka en China afbeeldde.
Bij de Grieken en de Romeinen waren vier soorten aardrijkskundigen aan het werk:
1. landmeters die een terrein opmaten om het te verdelen of om straten aan te leggen,
2. cartografen die kaarten tekenden met de breedte, lengte en hoogte,
3. militairen die de breedte van een rivier bepaalden om een leger te doen oversteken,
4. ingenieurs die een terrein verkenden om wegen, kanalen, aquaducten, tunnels en mijnen aan te leggen.

### China
De eerste aardrijkskundige geschriften uit China stammen uit het begin van de Periode van de Strijdende Staten (481 – 221 v.Chr.). Het hoofdstuk Yu Gong van het boek Shu Jing (Boek der Documenten) beschrijft de negen provincies van de Gele Rivier tot de Yangtze, het schiereiland Shandong, het noorden van de rivieren Wei He en Han Gang en het zuiden van de huidige provincie Shanxi, met hun rivieren, meren en bodem, hun landbouw, hun producten, goederen en handel, hun inkomsten en de geïnde belasting. De oudste gevonden kaarten stammen uit de Qin staat in 4e eeuw v.Chr.
De reiziger Zhang Qian (張騫, ca. 195 v.Chr. - ca. 114 v.Chr.) schreef al over beschavingen van Midden-Azië, Indië en het Midden-Oosten.
Het vierde hoofdstuk van de Huainanzi (淮南子, Boek van meester Huainan), samengesteld door prins Liu An, 劉安 (179 v.Chr. – 122 v.Chr.) en zijn medewerker Zuo Wu in 139 v.Chr. tijdens de Han dynastie gaf topografische beschrijvingen met kaarten.
Ban Gu (32-92) begon met de aardrijkskundige verklarende woordenlijst met kaarten in de Zuidelijke en Noordelijke Dynastieën van de Sui Dynastie.
Zhang Heng (張衡, 78-139) vond de seismograaf uit en ook de globe en bedacht het raster op kaarten.
Pei Xiu (224–271) plaatste voor het eerst een raster en een schaal op zijn kaarten.
In 271 gebruikten de Chinezen al een magnetisch kompas, mogelijk al sinds de 4e eeuw v.Chr.
De Shui Jing ('klassieke waterwegen') werd mogelijk door Guo Pu geschreven in de 3e eeuw gedurende de Drie Koninkrijken en beschreef 137 rivieren in China.
Chang Chu schreef in 347 de Hua Yang Guo Chi (geschiedkundige aardrijkskunde van Szechuan) over rivieren, handelsroutes en stammen en vermeldde een Ba Jun Tu Jing (Kaart van Szechuan) gemaakt in 150. In de 6e eeuw breidde Li Daoyuan dit uit tot 40 keer de oorspronkelijke omvang en het kreeg de nieuwe titel Shui Jing Zhu (Klassieke waterwegen met commentaar).

## Middeleeuwen
In de middeleeuwen werd in Europa weinig vooruitgang geboekt, maar kwamen de verdere ontwikkelingen vooral uit het oosten. Aardrijkskunde steunde sterk op wiskunde, maar nu ook op biologie en economie.

### West-Europa
In zijn boek Etymologiae, boek XIV, de terra et partibus beschrijft Isidorus van Sevilla (ca. 560–636) de gekende wereld, die wordt voorgesteld door een T-O-kaart. De wereld in de vorm van een O, omringd door oceaan. Een T gevormd door de Middellandse Zee, de Don en de Nijl verdeelt het land in de drie toen gekende continenten Azië, Europa en Afrika.
De kruistochten van de 12e eeuw en de 13e eeuw leverden wat aardrijkskundige kennis op.
Marco Polo reisde van 1271 tot 1295 over land van Venetië naar het China van Koeblai Khan, bleef er 17 jaar en schreef daarover Il Milione.

### Vikingen
De Vikingen stichtten in 862 Novgorod en bereikten Constantinopel op hun Handelsroute van de Varjagen naar de Grieken.
De Zweed Rurik stichtte de eerste Russische staat: het Kievse Rijk.
In 985 ontdekte Bjarni Herjolfsson Amerika.
In 982 bereikte Erik de Rode Baffineiland in Noord-Amerika.
In 995 stichtte Leif Eriksson een kolonie L'Anse aux Meadows in Newfoundland.

### Byzantijnse Rijk
Bij het verval van het West-Romeinse rijk nam het Byzantijnse Rijk vanuit Constantinopel de rol ervan over. Stephanus van Byzantium uit Constantinopel schreef in de 6e eeuw de aardrijkskundige verklarende woordenlijst met kaarten Ethnica.
Voor 535 schreef Hierocles de Synecdemus met de administratieve onderverdelingen en de steden van het Byzantijnse Rijk.
Constantijn VII steunde zich op beide werken voor de onderverdeling in thema's.
De monnik en handelaar Cosmas Indicopleustes uit Alexandrië schreef in de 6e eeuw in zijn werk Christelijke Topografie met wereldkaarten over zijn reizen naar India, Sri Lanka, het koninkrijk Axum en Eritrea.
George van Cyprus schreef tussen 600 en 610 tijdens de regering van Phocas de Descriptio orbis Romani over de Romeinse wereld: vanuit Italië en dan Afrika, Egypte en de Dioecesis Orientis beschreef hij de steden, forten en administratieve verdelingen.
De Syrische bisschop Jacob van Edessa (633–708) vatte het materiaal van Aristoteles, Theophrastus, Ptolemaeus samen. Hij herwerkte ook het meer theologisch materiaal uit de Hexaemeron van Basilius van Caesarea.

### Perzië
In de tweede helft van de 7e eeuw trokken de moslims vanuit Arabië naar het noorden. In de kloosters en bibliotheken troffen ze de klassieke Griekse en Romeinse boeken aan, die ze door Christenen en Joden lieten vertalen naar het Arabisch. Het belangrijkste centrum van het Perzische Rijk was het Huis der Wijsheid te Bagdad, waar de kaliefen van de Abassieden de wetenschap bevorderden. Ze betaalden handelaars het gewicht in goud van boeken die ze meebrachten.
Jabir ibn Hayyan (721 – ca. 815) breidde de Griekse kennis uit.
Al-Djahiz (776–869) beschreef met een vroege vorm van evolutietheorie, hoe de omgeving de uiterlijke kenmerken zoals de huidskleur van de bewoners kon bepalen en was daarmee een voorloper van Darwin en Lamarck.
Al-Chwarizmi (780–850) schreef Kitab surat al-ard over het beeld van de aarde, waarbij hij het werk van Ptolemaeus verbeterde.
Ibn Khurdadhbih (820–912) schreef Kitab al-masalik wa’l-mamalik (boek van wegen en provincies).
Suhrāb of Sorkhab (??-930) schreef “Wonderen van de zeven klimaten aan het einde van de bewoonde wereld” met een wereldkaart met een rechthoekig raster van lengte en breedte in equidistante cilinderprojectie.
Abu Zayd al-Balkhi (850–934) een Perziër uit Balkh stichtte te Bagdad een naar hem genoemde school van kaartenmakers en geografen. Ze schreven over volkeren, producten en gewoonten van de islamitische bevolking.
Estakhri of Al-Istakhri (??-957) stelde het Kitab Masalik al-Mamalik (Boek van wegen en landen) samen uit geschreven bronnen en eigen onderzoek.
Ibn al-Faqih al-Hamadani (ابن فقیه همدانی) schreef in de 10e eeuw Mukhtasar Kitab al-Buldan (beknopt boek over landen).
Ibn Rustah schreef ook in de 10e eeuw het aardrijkskundig compendium "Boek van waardevolle geschriften".
Al-Muqaddasi (945 - ) voerde een kleurcode op kaarten in: geel voor zand, rood voor wegen, blauw voor water, groen voor woud, bruin voor bergen.
Al-Biruni (973–1052) beschreef rond 1025 een equidistante azimutale projectie van de hemel. Hij gold als de beste maker van kaarten van steden en bepaalde de afstanden tussen steden in het Midden-Oosten en het westen van het Indië. Hij gebruikte wiskundige formules om uit astronomische waarnemingen de lengte en de breedte, de hoogte van bergen en de diepten van valleien te berekenen in zijn boek “De chronologie van de oude naties”. Hij beoordeelde de bewoonbaarheid. Hij berekende de omtrek van de aarde en kwam op een straal van 6339,9 km, maar 16,8 km minder dan de huidige waarde van 6356,7 km.
Abu Nasr Mansur (960–1036) is vooral bekend van zijn werk over boldriehoeksmeting maar schreef ook het verloren gegane Boek van Azimuths.
Avicenna (980–1037) schreef in zijn Boek van genezing uit 1027 over aardwetenschappen, in het bijzonder de oorzaken voor het ontstaan van bergen.
In het begin van de 12e eeuw hadden de Noormannen de Arabieren verdreven uit Sicilië.
Koning Rogier II van Sicilië liet de kaart Tabula Rogeriana maken om de aardrijkskundige kennis samen te vatten, wat 15 jaar duurde en in 1154 klaar was.
Al-Idrisi reisde naar Frankrijk, Engeland, Spanje, Centraal-Azië en Constantinopel en bracht alle gegevens samen in het boek.

### China
Tijdens de Tang Dynastie (618–907) reisde Wang Xuance als ambassadeur naar Magadha en schreef Zhang Tian-zhu Guo Tu (geïllustreerde berichten uit centraal India).
Jia Dan (730-805) beschreef tussen 785 en 805 een zeeroute naar de monding van de Perzische Golf en hij vermeldde dat de inwoners van Luo-He-Yi (Perzië) vuurtorens hadden gebouwd, om schepen naar de haven te loodsen.
Shen Kuo (1031–1095) schreef over geomorfologie op grond van zeefossielen gevonden ver van de zee en fossiel bamboe gevonden ver van regio's waar bamboe kon gedijen.
De ambassadeur van de Song Dynastie Xu Jing schreef in 1124 over zijn diplomatieke zending naar Korea Xuan-He Feng Shi Gao Li Tu Jing (Geïllustreerd verslag van een zending naar Korea in de Xuan-He periode).
Fan Chengda (1126–1193) schreef tijdens de Song Dynastie de Gui Hai Yu Heng Chi over de topografie met de landbouw, economie en handelsproducten van elke regio in de zuidelijke provincies.
Zhou Daguan (周達觀) beschreef in 1297 de aardrijkskunde van Angkor in zijn Zhen-La Feng Tu Ji.
Na Xin schreef in de 14e eeuw tijdens de Yuan Dynastie over archeologische topografie van de gebieden ten noorden van de Gele Rivier in zijn boek He Shuo Fang Gu Ji.
De Mongolen hadden door hun veroveringstochten kennis over Azië en Europa vergaard, zoals blijkt uit De geheime geschiedenis van de Mongolen en Perzische kronieken uit de 13e een 14e eeuw.
Tijdens de Grote Yuan Dynastie werd een wereldkaart aangemaakt.
Xu Xiake (1587–1641) reisde tijdens de Ming Dynastie te voet en schreef over bergketens en vindplaatsen van mineralen waaronder mica.

## Nieuwe tijd
In de nieuwe tijd gaven de ontdekkingsreizen nieuwe impulsen aan de aardrijkskunde: de nieuwe wereld kwam erbij en de boekdrukkunst maakte brede verspreiding van de kennis mogelijk.
In de 15e eeuw steunde Hendrik de Zeevaarder van Portugal ontdekkingsreizen langs de kust van Afrika met als doel de specerijenhandel te beheersen. Bartolomeu Dias rondde in 1488 als eerste Kaap de Goede Hoop.
Vasco da Gama voer in 1497 van Portugal naar Indië langs Kaap de Goede Hoop. Hij gaf aan de monnik Fra Mauro de opdracht een wereldkaart te maken met daarop de bekende wereld aan de vooravond van het tijdperk van de grote ontdekkingen. 
Christoffel Columbus ontdekte in 1492 het continent Amerika.
Ook in 1492 vervaardigde Martin Behaim te Nürnberg zijn globe, die hij Erdapfel (aardappel) noemde, maar nog zonder het continent Amerika. Erdapfel is een samentrekking van aarde en appel, want de aardappel werd net als de tomaat, de chocolade en tabak pas later in Spanje en vandaar naar de rest van Europa geïmporteerd vanuit het nieuw ontdekte continent Amerika.
In 1500 ontdekte de Portugees Pedro Álvares Cabral Brazilië.
De Duitse cartograaf Martin Waldseemüller tekende in april 1507 zijn Waldseemüllerkaart, de Universalis Cosmographia, waarop voor het eerst het continent Amerika voorkwam, genoemd naar de ontdekkingsreiziger Amerigo Vespucci. Martin Waldseemuller publiceerde ook gedrukte stroken, om uit te knippen en op een bol te kleven om zo een wereldbol te vormen.
Hernán Cortés veroverde vanaf 1519 Mexico.
Ferdinand Magellaan zeilde in 1520 als eerste rond de wereld.
De Ottomaanse admiraal Piri Re'is vervaardigde in 1513 op gazellehuid de Piri Reis-kaart, waarop het continent Amerika al stond. Francisco Pizarro veroverde in 1532 het rijk van de Inca's.
Bernhardus Varenius schreef zijn Geographia Generalis. Gerardus Mercator (1512-1594) bracht zijn wereldkaart uit en bedacht de mercatorprojectie, die navigatie vereenvoudigde, omdat een vaste koers met een rechte lijn overeenkwam.Jodocus Hondius gaf de atlassen van Mercator uit. De verbreiding van de kaarten en atlassen was mogelijk doordat Gutenberg de boekdrukkunst had ingevoerd.
Abraham Ortelius (1527-1598) bracht de eerste atlas Theatrum Orbis Terrarum uit met telkens een kaart en op de achterkand de uitleg erbij. Ortelius merkte in 1596 in het woord vooraf bij zijn Thesaurus Geographicus al op, dat de westkust van Afrika paste in de oostkust van Zuid-Amerika, wat leidde tot de hypothese dat ze ooit één continent geweest waren.
Vanaf 1550 publiceerde Giovanni Battista Ramusio in Venetië Delle navigationi e viaggi.
Richard Hakluyt publiceerde in Engeland in 1582 Divers Voyages Touching the Discoverie of America en in tussen 1589 en 1600 The Principal Navigations, Voiages, Traffiques and Discoueries of the English Nation.
Theodoor de Bry uit Luik publiceerde India Occidentalis Westelijk Indië over Amerika en India Orientalis Oostelijk Indië over Indië.
In 1590 gaf Petrus Plancius zijn kaart Orbis Terrarum Typus De Integro Multis In Locis Emendatus uit, die werd opgenomen in bijbels en in de atlas Nova et exacta Terrarum Tabula geographica et hydrographica uit 1592. Willem Barentsz ontdekte Bereneiland en Spitsbergen en verkende Nova Zembla, waar hij 20 juni 1597 stierf in een vergeefse poging om de Noordoostelijke Doorvaart te vinden.
In 1606 ontdekte de Nederlandse ontdekkingsreiziger Willem Jansz met zijn schip Duyfken Australië, genoemd naar Terra Australis zoals al gepostuleerd in de oudheid. Jacob le Maire rondde in 1616 als eerste Kaap Hoorn.
In 1634 verrichtte Evangelista Torricelli zijn proef van Torricelli om de luchtdruk te meten met een kwikkolom als eerste barometer, wat het begin vormde van de weerkunde.
Abel Tasman ontdekte in 1642 Tasmanië en Nieuw-Zeeland.
De Deense ontdekkingsreiziger Vitus Bering voer in 1728 van zuid naar noord door de naar hem genoemde Beringstraat en toonde zo aan dat Azië en Amerika niet verbonden waren.
James Cook leidde in 1766 tot 1776 drie ontdekkingsreizen van Engeland naar de Stille Oceaan en bracht Newfoundland in kaart.

## Nieuwste tijd
In de nieuwste tijd kreeg de aardrijkskunde beschikking over wetenschappelijke methodes uit de fysica en de wiskunde. Het kolonialisme leidde tot meer kennis over Afrika en Azië.
In 1735 stuurde koning Lodewijk XV van Frankrijk expedities uit om een booggraad te meten in Lapland door Pierre Louis de Maupertuis en in Peru door Charles Marie de La Condamine en hieruit bleek de afplatting van de aarde.
In 1789 publiceerde César-François Cassini de Thury de Cassinikaart van Frankrijk, opgemeten met driehoeksmeting.
Jean-Baptiste Joseph Delambre en Pierre Méchain maten in 1791 in opdracht van de Franse Academie van Wetenschappen met repetitiecirkels de afstand tussen Barcelona en Rodès en tussen Rodès en Duinkerke langs de meridiaan van Parijs om de meter te definiëren als het tien miljoenste deel van de afstand op zeeniveau van de noordpool tot de evenaar, zodat de aardomtrek per definitie 40.000 km werd. Ze corrigeerden met een referentie-ellipsoïde voor de vorm van de Aarde.
Henry Cavendish bepaalde in 1798 met de torsiebalans van John Michell de gravitatieconstante, waaruit ook de massa en de gemiddelde massadichtheid van de aarde bekend werden en waaruit de vermoedelijke samenstelling van het binnenste van de aarde volgde.
In 1802 begon de Great Trigonometrical Survey om India met theodolieten op te meten onder leiding van eerst William Lambton en dan George Everest. De later naar Everest genoemde Mount Everest bleek met zijn 8844 m de hoogste berg op aarde.
De Rus Fabian Gottlieb von Bellingshausen ontdekte in 1820 Antarctica, waarmee eindelijk alle continenten bekend waren.
In 1820 werd Carl Ritter benoemd op de eerste geografische leerstoel van Duitsland aan de Friedrich-Wilhelm Universität te Berlijn. Hij had in 1817 en 1818 de eerste delen gepubliceerd van zijn levenswerk in 19 delen Die Erdkunde im Verhältnis zur Natur und zur Geschichte des Menschen, oder allgemeine vergleichende Geographie als sichere Grundlage des Studiums und Unterrichts in physikalischen und historischen Wissenschaften, kortweg Erdkunde.
In Engeland werd in 1830 de Royal Geographical Society opgericht.
Franz Junghuhn (1809-1864) bracht Java in kaart.
Gustave-Gaspard Coriolis beschreef in 1835 het corioliseffect, waaruit Christophorus Buys Ballot in 1857 de wet van Buys Ballot afleidde die de windrichting en de zeestromingen verklaart.
Alexander von Humboldt publiceerde het eerste boekdeel van zijn werk Kosmos in 1845.
Nadat ze dat gelezen had, wilde Dr. Mary Somerville van de Universiteit van Cambridge haar eigen werk Physical Geography verbranden, maar von Humboldt overtuigde haar om het toch te publiceren.
In 1877 publiceerde Thomas Henry Huxley zijn Physiography.
Immanuel Kant schreef:

Nichts ist fähiger, den gesunden Menschenverstand mehr aufzuhellen als gerade die Geographie.
Er is niets geschikter om het gezonde mensenverstand meer te ontwikkelen dan net de aardrijkskunde.

Rond 1880 begon de Wedloop om Afrika, waarbij de westerse landen ontdekkingsreizigers naar Afrika stuurden om in hun naam kolonies te claimen om rubber, ivoor en delfstoffen te ontginnen. De Schotse Dr. David Livingstone trok dwars door Afrika en ging in 1866 op zoek naar de bronnen van de Nijl. Henry Morton Stanley ging hem zoeken en claimde Kongo-Vrijstaat voor koning Leopold II van België en in 1908 ging dit als Belgisch-Congo over naar België. Pierre Savorgnan de Brazza plaatste in 1880 Congo-Brazzaville door een verdrag onder Franse bescherming. Cecil Rhodes claimde in 1895 eigendomsrecht op Rhodesië, dat hij naar zichzelf noemde, voor British South Africa Company en in 1923 werd dit een Britse kroonkolonie.
Op de Internationale Meridiaanconferentie in 1884 werd het besluit genomen de meridiaan van Greenwich als internationale nulmeridiaan te hanteren en een universele tijdrekening in te voeren op basis van deze standaard.
Halford John Mackinder werd in 1887 lector aan de Universiteit van Oxford en integreerde de geosfeer, de atmosfeer en de biosfeer.
Aardrijkskunde stond niet langer los van geologie, plantkunde, economie, sociologie en demografie.
In 1888 werd in de Verenigde Staten de National Geographic Society opgericht en die publiceerde het magazine National Geographic om aardrijkskundige kennis te verspreiden onder het grote publiek.
Léon Teisserenc de Bort liet in 1896 de eerste weerballon op om de atmosfeer te onderzoeken.
In 1902 bouwde Emil Wiechert de eerste seismograaf, waarmee kon aangetoond worden dat het binnenste van de aarde vloeibaar is. Daarop voortbouwend poneerde Alfred Wegener in 1910 zijn theorie van continentverschuiving vanuit het oercontinent Pangea.
In 1911 bereikte Roald Amundsen met hondenslees als eerste de zuidpool.

## Eigentijdse tijd
In de moderne tijd brachten technologische ontwikkelingen zoals luchtvaart, ruimtevaart, onderzeeboten en computers een verandering teweeg in de middelen waarover de aardrijkskunde beschikte, maar bovendien breidde de studie zich nu uit tot de atmosfeer, het binnenste van de aarde en de oceanen.
De inzet van vliegtuigen en later satellieten leverde een enorme toename van de beschikbare gegevens over de aarde. Dit begon met luchtfotografie en satellietfoto's, satellietnavigatie en weersatellieten breidden dit nog uit. Metingen door de satelliet Vanguard 1 in 1958 bewezen dat de aarde op het zuidelijk halfrond meer afgeplat is dan het noordelijk halfrond.
Met de inzet van duikboten kwamen gegevens over de bodem van zeeën en oceanen beschikbaar. De kernonderzeeër USS Nautilus (SSN-571) voer op 3 augustus 1958 onder het ijs van de noordpool. De bathyscaaf Trieste met de Zwitser Auguste Piccard daalde op 23 januari 1960 af in de Marianentrog, het diepste punt van de aarde. De Japanse onbemande diepzeesonde Kaikō mat op 24 maart 1995 een diepte van 10.911 m en de sonde Nereus mat op 31 mei 2009 een diepte van 10.902 m.
Seismologische analyse van de grootste aardbeving van Valdivia op 22 mei 1960 leerde veel over de inwendige opbouw van de Aarde, onder meer het bestaan van de asthenosfeer en de verklaring voor de platentectoniek.
De opkomst van de laser liet toe om afstanden zeer precies te meten en ook om met LIDAR metingen van de atmosfeer uit te voeren. De opkomst van computers liet toe om de informatie digitaal op te slaan in plaats van analoog in kaarten en boeken. Computers lieten ook toe om de Navier-Stokes-vergelijkingen met numerieke stromingsleer op te lossen, waardoor wetenschappelijke weersvoorspellingen mogelijk werden. Met de opkomst van GPS, internet en GSM kwamen navigatie, kaarten, routes, satellietbeelden en foto's letterlijk binnen ieders handbereik.